# Crephalia recessa
Crephalia recessa är en skalbaggsart som först beskrevs av Thomas Casey 1910.  Crephalia recessa ingår i släktet Crephalia och familjen kortvingar. Inga underarter finns listade i Catalogue of Life.